# Circondario di Acireale
Il circondario di Acireale era uno dei circondari in cui era suddivisa la provincia di Catania.

## Storia
Con l'Unità d'Italia (1861) la suddivisione in province e circondari stabilita dal Decreto Rattazzi fu estesa all'intera Penisola.
Il circondario di Acireale venne soppresso nel 1926 e il territorio assegnato al circondario di Catania.

## Geografia antropica

### Suddivisioni amministrative
Nel 1863, la composizione del circondario era la seguente:
- mandamento I di Acireale
  - Acireale
- mandamento II di Aci Sant'Antonio
  - Aci Bonaccorsi; Aci Castello; Aci Catena; Aci Sant'Antonio
- mandamento III di Castiglione di Sicilia
  - Castiglione di Sicilia
- mandamento IV di Giarre
  - Giarre; Mascali; Riposto
- mandamento V di Linguaglossa
  - Calatabiano; Fiumefreddo di Sicilia; Linguaglossa; Piedimonte Etneo
- mandamento VI di Randazzo
  - Randazzo